# ترتيب أبجدي
أَبْجد هَوَز هو الترتيب الأبجدي للأحرف العربية ويختلف عن الترتيب الهجائي، وصورته في دول المشرق العربي كالآتي:

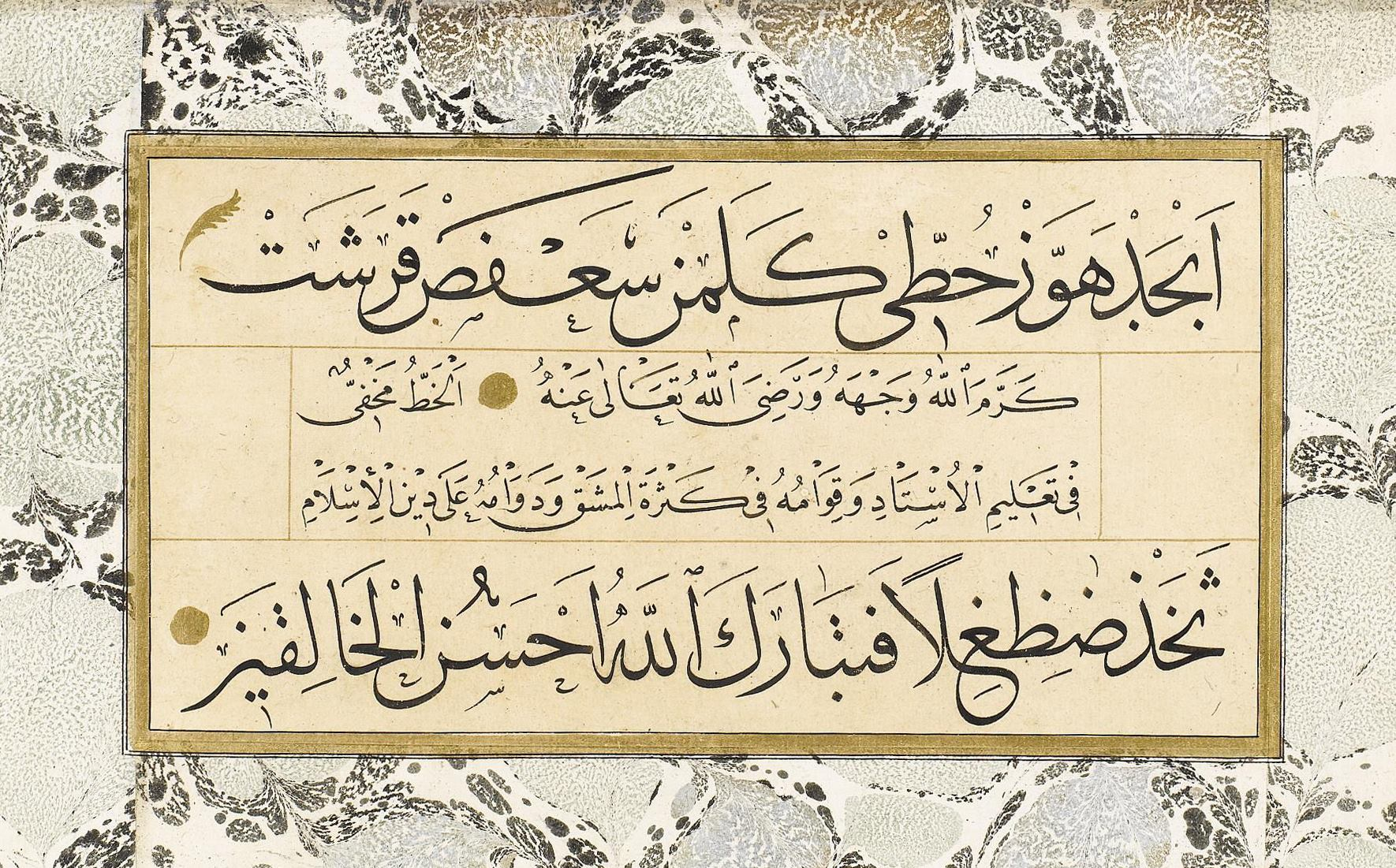
ابجد هوز حطي كلمن بخط الثلث

«أبجد هوز حطي كلمن سعفص قرشت ثخذ ضظغ». 
وتشبه ترتيب حروف الهجاء قديمًا في اللغة العربية، وقد أخذ هذا الترتيب من الترتيب السامي القديم في العربية، والكلمتين «ثخذ» و«ضظغ» تسمى من الروادف «التابعة»، وكانت تنقص عن الأحرف العربية بِسِتَّة حروف، قبل أن يجمعها «نصر بن عاصم» الذي يعد من علماء النحو البارزين في زمانه، ويقال أنه أول من وضع النقاط على الحروف في اللغة العربية بأمر من الحجاج بن يوسف.
وَقَدِ اخْتُلِفَ قَدِيماً حَوْلَ مَاذَا تَعْنِي«أَبْجَدْ هَوَّزْ حُطِّي كَلَمُنْ سَعْفُصْ قُرشت ثخذ ضظغ»، فذهب البعض إلى أن هذه أسماء ملوك قوم «مدين» وكانوا يمتازون بأنهم جبابرة، وهناك قول آخر بأنها أسماء الأيام الستة التي خلق الله فيها الدنيا في التوراة القديمة.

## حساب الجُمَّل
«أبجد هوز حطي كلمن» جزء من نظام حساب الجمل الّذي عرفه العرب قديمًا، وهذا الحساب يجعل لكل حرف من الحروف الأبجدية عدد من الواحد إلى الألف على ترتيب خاص، ومعروف أن لكل حضارة نظامًا للترقيم أي التعبير عن الأعداد البسيطة وهي في العربية الأعداد التسعة الأولى إلى جانب الصفر.
يقال أن هذه الأحرف كان يستخدمها السحرة قديمًا للتنجيم، فقد وضعوا لكل حرف عددًا يخصه، ومن ذلك { أ=1، ب=2، ج=3، د=4، هـ=5، و=6، ز=7، ح=8، ط=9، ي=10، ك=20، ل=30، م=40، ن=50، س=60، ع=70، ف=80، ص=90، ق=100، ر=200، ش=300، ت=400، ث=500، خ=600، ذ=700، ض=800، ظ=900، غ=1000 }.

## الترتيب المغربي
يستعمل المغاربة (دول المغرب العربي) ترتيبا معدلا قليلا ذكره ابن خلدون في مقدمته، وهو:
أبجد هوز حطي كلمن صعفض قرست ثخذ ظغش
ويختلف في «صعفض قرست ثخذ ظغش» وهذا له تأثير في حساب الجمل بالطريقة المغربية.

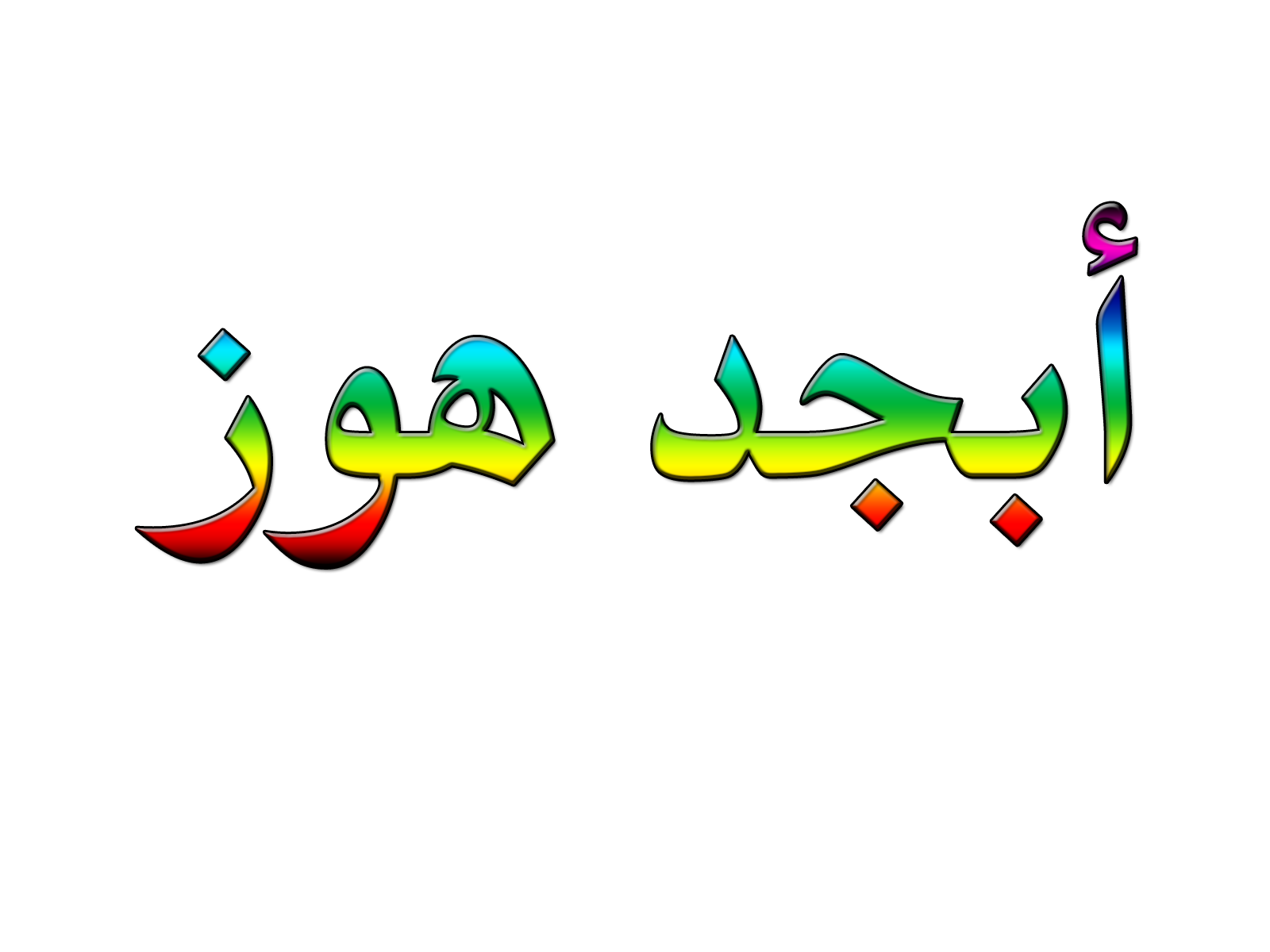

وتاريخيّاً يقال أن «الترتيب الأبجدي الأجريتي» -نسبة إلى «أجريت» مدينة سوريّة واقعة شمال اللاذقيّة- أقدم من الترتيب الأبجدي الفينيقي في القرن 4 ق.م، وعدد أحرف هذه الأبجدية الأجريتية 30 حرفاَ، ولو أسقطنا منها الأحرف الزائدة على الأبجدية الفينيقيّة المؤلّفة من 12 حرف لكان ترتيبها واحد، وهو: «أ ب ج د هـ وز ح ط ي ك ل م ن س ع ف ص ق ر ش ت»